# 包雷斯
包雷斯是玻利維亞的城鎮，位於該國東北部，由貝尼省負責管轄，距離首府特立尼達375公里，海拔高度150米，每年平均降雨量超過1,400毫米，2010年人口3,051。

## 外部連結
- Satellite map at Maplandia.com （页面存档备份，存于）